# Mononychellus hyptis
Mononychellus hyptis är en spindeldjursart som beskrevs av Tuttle, Baker och Abbatiello 1974. Mononychellus hyptis ingår i släktet Mononychellus och familjen Tetranychidae. Inga underarter finns listade i Catalogue of Life.